# 더 이스트
더 이스트(The East)는 영국에서 제작된 잘 바트만글리지 감독의 2013년 액션, 드라마, 미스터리 영화이다. 브릿 말링 등이 주연으로 출연하였다.

## 출연

### 주연
- 브릿 말링
- 엘리엇 페이지
- 알렉산데르 스카르스고르드
- 퍼트리샤 클라크슨

### 조연
- 줄리아 오먼드
- 샤일로 퍼낸데즈
- 토비 케블
- 빌리 슬로터
- 앨디스 호지
- 빌리 매그너슨